# تيموثي بيترز
تيموثي بيترز (بالإنجليزية: Timothy Peters)‏ هو سائق سباق أمريكي، ولد في 29 أغسطس 1980 في دانفيل في الولايات المتحدة.

## وصلات خارجية
- الموقع الرسمي
- تيموثي بيترز على موقع Racing-Reference.info (الإنجليزية)